# Жуков Олександр Олексійович
Жуков Олександр Олексійович (1900 , Lyubanovod, Московська губернія  — 26 травня 1944 , Житомир ) — начальник Сарненського оперативного сектора НКВС по ББ (управління по боротьбі з бандитизмом), м. Сарни Рівненської області з березня 1944 по 26.05.44, комісар державної безпеки (1944).

## Біографія
Отримав нижчу освіту. Член ВКП(б) з 1926.
З 19 грудня 1940 начальник Особливої інспекції ГУРСМ (Головне управління робітничо-селянської міліції) НКВС СРСР. З 4 квітня 1941 заступник начальника Відділу по боротьбі з бандитизмом (ОББ) Головного управління міліції (ГУМ) НКВС СРСР, потім з 9 серпня 1941 виконувач обов'язків начальника ОББ ГУМ НКВС СРСР і з 30 вересня 1941 повертається назад на посаду заступника. З 7 травня 1943 народний комісар внутрішніх справ Калмицької АРСР. З 27 грудня 1943 (за іншими даними з 7 січня 1944) до 26 травня 1944 був начальником УНКВС по Астраханській області.
З березня 1944 по 26.05.44 — начальник Сарненського оперативного сектора НКВС по боротьбі з українськими націоналістами.
Похований в Києві, в Парку Вічної Слави, на Алеї Полеглих Героїв.